# Piotrów-Gułaczów
Piotrów-Gułaczów – wieś w Polsce położona w województwie świętokrzyskim, w powiecie kieleckim, w gminie Łagów. Samodzielna miejscowość od 1 stycznia 2014, wcześniej jako Gułaczów była częścią wsi Piotrów.